# Maite Perroni Brazilian Tour
Maite Perroni Brazilian Tour fue la primera gira de conciertos realizada por la cantante mexicana Maite Perroni en solitario después de la Gira del Adiós del grupo RBD. Esta gira se realizó exclusivamente para ciudades de Brasil, aunque se pensó planear extender la gira a Europa y llamarla Maite Perroni European Tour pero se canceló por problemas con los empresarios promotores y cuestiones de agenda de la cantante.

## Actos de Apertura
- JL Irmãos Rock

## Lista de canciones
1. «Intro»
2. «Rebelde»
3. «Solo Quédate En Silencio»
4. «Aun hay algo»
5. «Ser o parecer»
6. «Bésame Sin Miedo»
7. «Medley Cuidado Con El Ángel»
  1. «Esta Soledad»
  2. «Contigo»
  3. «Separada de Ti»
8. «Mi Pecado»
9. «Medley RBD»
  1. «Tras de Mi»
  2. «Me voy»
  3. «Cariño Mio»
  4. «Solo Para Ti»

Encore
1. «Empezar Desde Cero»

- FUENTE;[2]

## Fechas
| Fecha                | Ciudad         | País   | Lugar            |
| -------------------- | -------------- | ------ | ---------------- |
| 13 de agosto de 2010 | Belo Horizonte | Brasil | Music Hall       |
| 14 de agosto de 2010 | Río de Janeiro | Brasil | Canecão          |
| 15 de agosto de 2010 | Curitiba       | Brasil | Teatro Positivo  |
| 17 de agosto de 2010 | Porto Alegre   | Brasil | Bar Opinião      |
| 19 de agosto de 2010 | Santos         | Brasil | Capital Disco    |
| 20 de agosto de 2010 | São Paulo      | Brasil | Via Funchal      |
| 21 de agosto de 2010 | Fortaleza      | Brasil | Complexo Armazém |
| 22 de agosto de 2010 | Recife         | Brasil | Club Português   |